# Ийори
Йори (Eeyore) е името на магаренцето от Мечо Пух (Winnie The Pooh). Известен със своята меланхоличност. Освен това много обича приятелите си – Мечо Пух най-вече. Той е вторият любим герой на децата след Мечо Пух. Има малка къщичка, построена от Прасчо и Мечо Пух. Той има много тъжен глас – озвучава се от Питър Кълън в оригинал и от Васил Михайлов в българските дублаж. Къщичката на Йори се срутва много често, защото периодично пада някой голям камък. Той първоначално се запознава с малкия Ру (синчето на мама Кенга).
В Остин, Тексас всяка година се организира празненство по повод рождения ден на Йори.